# Lulworthia floridana
Lulworthia floridana är en svampart som beskrevs av Meyers 1957. Lulworthia floridana ingår i släktet Lulworthia och familjen Lulworthiaceae.   Inga underarter finns listade i Catalogue of Life.